# (29562) Danmacdonald
(29562) Danmacdonald (1998 DM14) – planetoida z grupy pasa głównego asteroid okrążająca Słońce w ciągu 5,17 lat w średniej odległości 2,99 j.a. Odkryta 22 lutego 1998 roku.